# Pseudionella akuaku
Pseudionella akuaku is een pissebed uit de familie Bopyridae. De wetenschappelijke naam van de soort is voor het eerst geldig gepubliceerd in 2001 door Christopher B. Boyko & James David Williams.